# Дерев'яні церкви давнього Львова

Дерев'яні церкви Підзамча на фрагменті панорами Пернера 1772 року

Дерев'яні церкви давнього Львова існували в місті і на його передмістях з княжих часів до 1-го поділу Речі Посполитої. Переважно під час облог, пожеж передмість зазнавали пошкоджень і відбудовувались. Церкви стояли посеред опарканених цвинтарів, де також були будинки священика, школи і чиншові, що здавались в найм.

## Історія

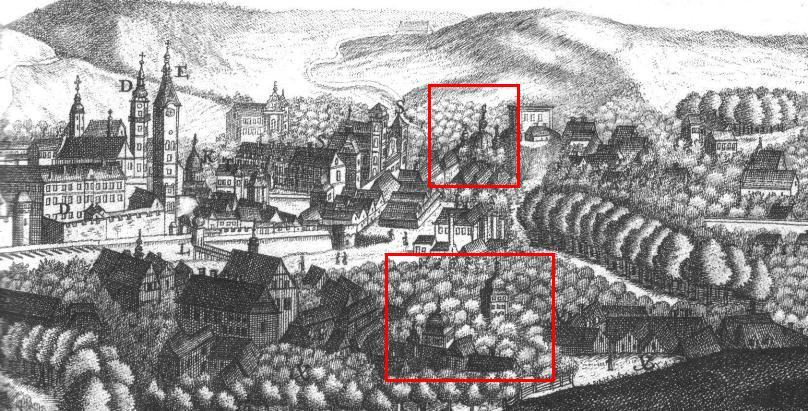
Церкви Благовіщення і Богоявлення на фрагменті панорами Львова 1772 року

За легендою князь Лев Данилович збудував першою церкву Святого Юра з букових дерев, що росли навколо на горі. Найдавніша церква Львова — Святого Миколая — згідно з археологічними дослідженнями була збудована на місці давнішої, імовірно, дерев'яної церкви. На сьогоднішній день неможливо достовірно встановити, з яких матеріалів були зведені церкви, що, згідно з останніми дослідженнями, стояли на теренах середмістя і на місці яких до кінця XIV століття були закладені костели Святого Хреста (францисканців), домініканців, фарний. Також не до кінця з'ясовані терміни будівництва мурованих церков Успенської, Параскеви-П'ятниці, св. Онуфрія. У середині XV століття для підтвердження давніх прав церкви св. Миколая надали грамоту, яку начебто 1292 року надав князь Лев І, яку вважають пізнішою підробкою, але наведені у ній факти повинні відповідати дійсності. У цій грамоті наведено перший відомий перелік церков Львова. Найдавніші збережені записи про церкви у міських книгах походять з 1440-х років, а 1453 року магістрат перерахував підміські церкви, де з восьми храмів чотири були дерев'яними. Основна частина церков була на Краківському передмісті Львова — Підзамчі — у найдавнішій частині міста, вони розміщувалась на старостинській юридиці, тобто були підконтрольними королівському старості і королю, крім церкви Благовіщення Богородиці, що стояла на міському ґрунті і навколо якої був міський православний цвинтар. На Галицькому передмісті, яке заселялось пізніше за Краківське, стояло лише дві церкви — Воздвиження Чесного Хреста на Личакові, Богоявлення Господнього, про яку збереглась найдавніша згадка з 1386 року. Ще два реєстри церков міста походять з 1539 року, коли перший єпископ Макарій Тучапський створив при своїй кафедрі капітулу (крилос) з парохів міських церков, і з кінця XVII ст., коли Йосиф Шумлянський склав реєстр з 15 церков, з яких 5 були мурованими.

## Церкви

Реконструкція церкви Богоявлення (Автор Качор І. В.)

Реконструкція церкви Знесіння Господнього (Автор Качор І. В.)

Реконструкція церкви Введення в Храм Богородиці (Автор Качор І. В.)

### Церква Святого Хреста
Знаходилась над Полтвою на місці, де пізніше було побудовано костел Святого Хреста.

### Церква Теодора Тіронського
Перші згадки 1292 — у грамоті князя Лева І і 1453 у міських документах. На пожертви парафіян нова будівля з трьома вівтарями була збудована 1706 року на місці старого храму. Розібрана 1783 року. Стояла у наріжнику сучасної площі Св. Теодора. У церкві святого Миколая збереглася храмова ікона святого Теодора Тіронського.

### Церква Благовіщення Богородиці
Перша згадка походить від 1453 року. Одна з старших церков, стояла на міському православному цвинтарі (колишня вул. Казимирівська, 33). Від 1542 року існувало братство, затверджене першим у місті єпископом Макарієм Тучапським. У XVI столітті мала 40 парафіян, здебільшого дуже бідних (зокрема, 2 пекарі, 1 кравець, тесля, маляр Симеон). У середині XVIII століття була дерев'яною, мала бічний вівтар святої Катерини. Іконостас старий, різьблений, дерев'яний, мальований, золочений. Мала 7 фелонів, 3 срібні чаші, інші срібні предмети. Був садок з різними деревами. Цвинтар обгороджений парканом, на ньому дзвіниця.
На 1609 рік діяла школа (в ній мешкали студенти, бідняки-церковна прислуга) і шпиталь. Були 4 хатини, здавались внайми. У 1743 році — 20 осілих парафіян. Закрита 1784 року, розібрана 1802 року. Розташовувалась недалеко перетину вулиць Менцинського та Городоцькою. З церквою пов'язана легенда про нещасливе кохання українки Пелагії та італійця Мікеліні.

### Монастирська церква Введення (Воведення) в храм Богородиці
Монастир василіанок постав з фундації 1646 року молдавського господаря Василя Лупула і був збудований після 1659 року, коли король затвердив фундацію. Для церкви 1733 року виготовили новий іконостас (після скасування монастиря потрапив до церкви Святого Дмитрія на Збоїщах). У травні 1781 року почали будувати мурований монастир, який за три роки розпустили. Церкву 1809 року продали до с. Мацошин Жовківського району Львівської області, де вона простояла до 1886 р. Була побудована при вулиці Гайдамацькій.
У 1777 році монастир отримав 100 золотих ринських за продані у церкву села Домажир ікони.

### Богоявленська церква
Перша згадка походить від 1386 року. Знаходилась між потоками Пасікою та Сорокою, біля перетину теперішніх вулиць Князя Романа і Герцена (або Фредра). З 1546 року при церкві існувала школа — найстаріша з відомих у Львові, з 1591 року шпиталь. У 1584 році, як деякі інші православні храми міста та тодішніх передмість, пережила напад під орудою львівського латинського архиєпископа Яна Димітра Соліковського через його намагання примусити православну громаду перейти на григоріянський календар, була закрита на деякий час. Церква вважалася найбагатшою серед підміських храмів. Статут церковного братства затвердили 1591 року.

Нову будівлю церкви — дерев'яну, оббиту ґонтою, з трьома вівтарями 1711 року посвятив Діоніз Сенкевич. Іконостас — столярської роботи, мальований. Мала 22 ікони, 4 срібні чаші, 5 фелонів (деякі шиті сріблом), срібні хрести, турецькі покривала, прикраси: діадеми, корони тощо. 
|  | Цвинтар був опарканений довкола. Тут містилася домівка священика, побіч неї прибудована школа, далі дзвіниця й дві хатинки, що наймалися на чинш. На цвинтарі був сад зі слив, груш, яблунь. |

На церковному ґрунті був бровар: варили пиво, горілку для шпиталю. Братство мало робітню домовин, які продавало на передмісті.
Церкву закрили і розібрали 1800 року, ґрунт продали в приватні руки. Тут був заїзд Криницького, який 1875 року купив Крижановський. Під час будівництва нової кам'яниці було відкрито кам'яні надгробки з надписами староукраїнською (використані власником для фундаменту будинку № 36), велику могилу (мала багато кістяків, частину козацької шаблі, були наконечники стріл, списів; припускають, це козацька могила з облоги 1648 року). Знахідки передали музею Любомирських, частину забрали робітники.

### Церква Воскресіння Христового
Перші згадки від 1292, 1453 років. Після смерті священика 1592 року церква перейшла до Королівщини і була передана під опіку шляхтичу Миколі Сосновському, який передав право опіки священику, а 1661 року воно перейшло до братства. До XVII століття церква не мала власної землі. Згоріла 1623 року із забудовою передмістя, відбудовану церкву 1695 року спалили татари із тілами своїх загиблих під час штурму міста. Нова будівля була триверхою. При церкві діяло братство, існувала школа. Розібрана 1774 року. Була на перетині вулиць Замарстинівської та Долинської.

### Церква Різдва Богородиці
Закладена 1630 року шляхтичем Олександром Зборовським на ґрунті біля річки Тарнавки, через що її звали «церквою на Тарнавці». Також церкву звали Зборотарнавською, Варвари. З 1639 року при ній існувало братство. За легендою на її цвинтарі 1648 року був похований Максим Кривоніс, полковий табір якого стояв поряд і який начебто був смертельно поранений при штурмі Високого Замку. У зведеній 1710 року новій будівлі церкви був один малий бічний вівтар. Закрита на початку XX століття. На згадку про церкву була поставлена фігура Богородиці, зруйнована за радянських часів. Була при перетині вулиць Б. Хмельницького та Донецької.

### Церква Воздвиження Чесного Хреста
Перша згадка з 1539 року. Тривалий час — парафіяльна церква Личакова. До кінця століття існувало братство. За свідченнями початку XVII століття у церкві зберігався друкований «Часословець» краківського видання Фіоля Швайтпольта 1491 року. Розібрана 1786 року. Розташовувалася наприкінці вул. Харківської.

### Церква Преображення Господнього (Спасопреображенська, Преображенська чи Спаса)
Стояла на краю земель Краківського передмістя біля міської рогачки на Жовківській дорозі. Серед населення церкву звали Спасопреображенською, Преображенською чи Спаса. Була вперше згадана 1539 року та у реєстрі церков міста Йосифа Шумлянського. Даних про її вигляд, оздоблення не збереглось.

### Церква святої Трійці на Сихові
Збудована 1654 року у належному місту селі Сихів. У 1680-х роках її стіни розписали. У подальшому не зазнала значних перебудов. На сьогодні єдина збережена дерев'яна церква на теренах Львова. Стоїть на вул. Садибній неподалік новобудов.

### Церква Вознесення Господнього
Імовірно на місці давнього святилища на Знесінні за Високим замком була закладена церква, від якої отримало назву поселення. Найстарішу відому будівлю храму звели 1602 року і вона згоріла в час облог Львова. Відомі лише два документи з 1687 і 1758 років, що стосуються церкви, вірніше підтвердження її привілеїв і призначення нових священиків. Дерев'яна церква простояла до 1901 року, коли на її місці звели мурований храм. Але залишився опис і зображення старої церкви з середини XIX століття. Стіни церкви були розмальовані батальними сценами, було два бічні вівтарі з образами, покритими срібними золоченими шатами. Стояла при вулиці Старознесенській.